# Josef Maličký
Josef Maličký (křtěn Josef Karel, psán také Joseph Maliczky, 13. dubna 1810 Chlumín – 19. června 1882 Praha) byl český stavitel a architekt z období klasicismu, biedermeieru a historismu. Stavěl zejména vícepatrové nájemné domy v Praze, s reliéfní dekorací na fasádě.

## Život a kariéra

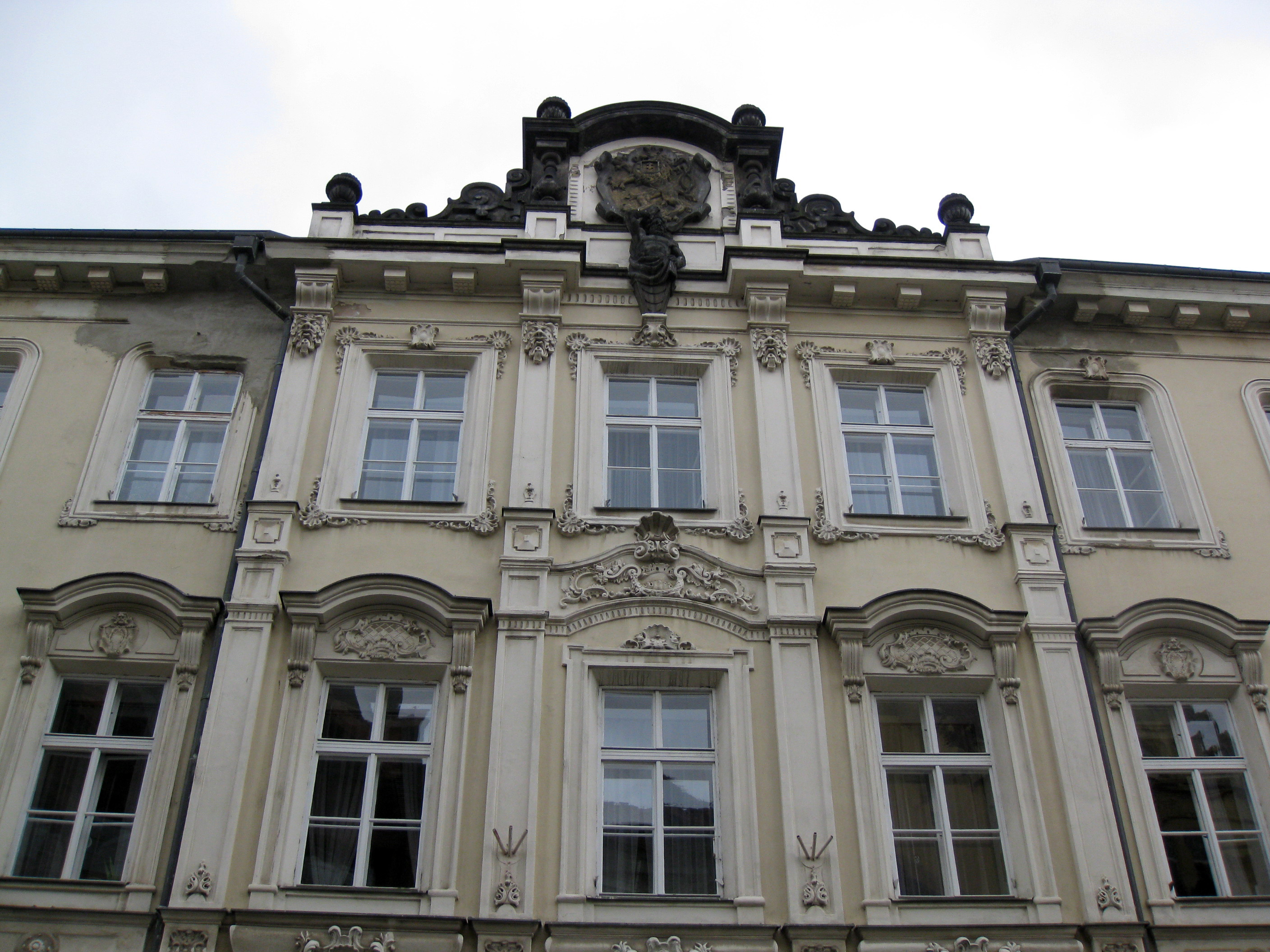
Palác Pachtů z Rájova, klasicistní štít na průčelí

Narodil se do rodiny chlumínského učitele Josefa Maličkého a jeho manželky Kateřiny. V letech 1827–1830 vystudoval Českou polytechniku v Praze a ihned se začal podílet na stavbách nájemných domů v Praze, na Novém Městě i na Malé Straně, a na pražských předměstích Karlín a Smíchov. Býval také stavitelem ve službách cizích architektů.

## Projekty (výběr)
- Palác Riesů ze Stallburgu v Praze na Novém Městě, čp. 895/II v ulici Panská č. 6, novorokoková úprava s bohatou štukovou výzdobou fasády.
- Palác Pachtů z Rájova, v Praze na Starém Městě, čp. 587/II na nároží Celetné ulice a Ovocného trhu (nyní budova soudu); adaptace barokního paláce, klasicistní úprava průčelí a štítu
- Bredovský dvůr v Praze na Novém Městě, čp. 953/II v dnešní třídě Politických vězňů č. 13, nároží Olivovy ulice
- Dům Volavků (U Žežulů), Novém Městě, čp. 1044/II na nároží ulic Na poříčí a Havlíčkova

## Rodina
Oženil se s Annou (* 1819), s níž měl syny Josefa (* 1841), předčasně zemřelého Emila Viktora (* 1843 †) a dvě dcery Annu a Marii.